# David Bruce (diplomaat)
David Bruce (Baltimore (Maryland), 12 februari 1898 - Washington D.C., 5 december 1977) was een Amerikaans diplomaat.

## Levensloop
Bruce studeerde af in 1920 aan de universiteit van Virginia en startte daarop een studie in rechten aan de universiteit van Maryland.
Hij trouwde tweemaal. Een van zijn dochters, Audrey, verdween in 1967 spoorloos met haar man tijdens een vlucht boven de Caraïben; een andere dochter, Sasha, kwam onder mysterieuze omstandigheden om het leven in de ouderlijke woning in Virginia in 1975.
Van 1924 tot 1926 was hij vertegenwoordiger voor de Democratische Partij in het lagerhuis (House of Delegates) van Virginia. Aansluitend trad hij in diplomatieke dienst.
Tijdens de Tweede Wereldoorlog diende hij voor het Office of Strategic Services in Londen. Van 1949 tot 1952 was hij ambassadeur in Frankrijk, van 1957 tot 1959 in Duitsland en van 1961 tot 1969 in het Verenigd Koninkrijk.
In 1970 en 1971 was hij een gezant voor de VS tijdens de vredesbesprekingen in Parijs met Noord-Vietnam. In 1973 en 1974 was hij de eerste afgezant voor de VS in de Volksrepubliek China. Hij sloot zijn carrière af op zij 78e verjaardag als ambassadeur bij de NAVO van 1974 tot 1976.

## Erkenning
In 1976 werd hij door president Gerald Ford onderscheiden met de Presidential Medal of Freedom, een van de hoogste burgerlijke onderscheidingen in de VS.
Tijdens zijn diplomatieke carrière in het Verenigd Koninkrijk was hij erevoorzitter van de American School in London. In 2007 richtte deze school een prijs uit die naar hem vernoemd is, de David K.E. Bruce Award.